# Michel Vaillant (film)

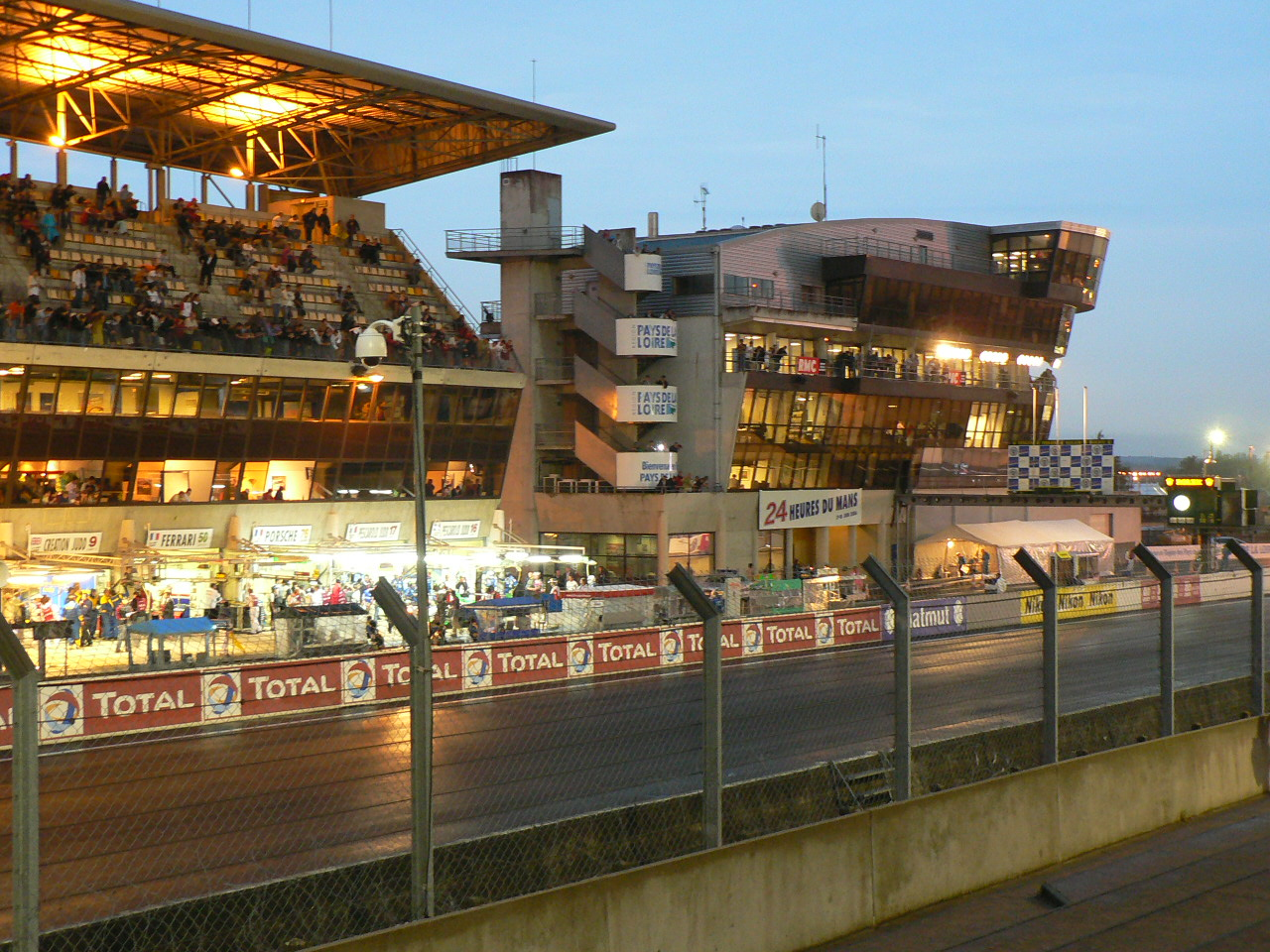
De pitstop van Le Mans, waar een deel van de film zich afspeelt.

Michel Vaillant is een Franse film uit 2003 die grotendeels gebaseerd is op de strip Michel Vaillant van Jean en Philippe Graton. De film, die opgenomen is tijdens de 24 uur van Le Mans van 2002, is geschreven door Luc Besson en geregisseerd door Louis-Pascal Couvelaire. Het verhaal is deels gebaseerd op album nr. 13.

## Plot
Michel Vaillant (Sagamore Stévenin) is al jarenlang samen met zijn renstal Vaillante de winnaar op het circuit van Le Mans. De concurrentie is daarom elk jaar weer groot. In deze editie doet Ruth Wong (Lisa Barbuscia), ter ere van haar overleden vader, voor het eerst mee met haar beruchte team Leaders. Met haar compagnon doet ze er alles aan om de reeks overwinningen van Vaillant te doorbreken. Ze gaat zo ver dat ze vader Henri Vaillant (Jean-Pierre Cassel) ontvoert en Michel verbiedt de race te winnen, anders zal hij zijn vader nooit meer zien. Een lange zoektocht en diverse sabotages verder wordt vader Vaillant gevonden en bevrijd. Tijdens de ontsnapping raakt Steve Warson (Peter Youngblood Hills) gewond, waardoor hij niet kan rijden. Omdat Michel na een ongeluk uit de race ligt, valt hij in het geheim voor Warson in. Na een race waarin het gelijk op gaat, wint Michel in de auto van Steve. Iedereen denkt uiteindelijk dat Steve Warson de race heeft gewonnen.

## Trivia
- Om mee te mogen doen met de 'echte' 24 uur van Le Mans, moesten er 6 professionele autoracers komen om zich te kwalificeren voor de race. De organisatie van Le Mans liet toe dat er twee extra auto's mee mochten doen met de races.